# Oxyrrhexis chinensis
Oxyrrhexis chinensis là một loài tò vò trong họ Ichneumonidae.